# Ordo Virtutum
Ordo Virtutum ( latim para Ordem das Virtudes ) é uma peça moral alegórica, ou drama musical sacro, de Hildegarda de Bingen, composta c. 1151, durante a construção e realocação de sua Abadia em Rupertsberg. É a mais antiga peça moral em mais de um século, e o único drama musical medieval a sobreviver com uma atribuição de texto e música.
Uma versão curta de Ordo Virtutum sem música aparece no final de Scivias, o relato mais famoso de Hildegard sobre suas visões. Também está incluída em alguns manuscritos da Symphonia armoniae celestium Revelationum ("Sinfonia da Harmonia das Revelações Celestiais"), um ciclo de mais de 70 canções litúrgicas. Pode ter sido realizada pelas freiras do convento na dedicação da igreja de St. Rupertsberg em 1152 ou possivelmente antes da Missa para a Consagração das Virgens no convento.

## Trama
O tema da peça é típico de uma peça de moralidade. Não narra acontecimentos bíblicos, nem a vida de um santo, nem milagres. Em vez disso, Ordo Virtutum é sobre a luta por uma alma humana, ou Anima, entre as Virtudes e o Diabo.
A peça pode ser dividida da seguinte forma: 
Parte I: Um Prólogo no qual as Virtudes são apresentadas aos Patriarcas e Profetas que se maravilham com as Virtudes.
Parte II: Ouvimos as queixas de almas que estão aprisionadas em corpos. A (por agora) Alma feliz entra e a sua voz contrasta com as almas infelizes. A Alma está muito ansiosa para pular a vida e ir direto para o Céu. Quando as Virtudes lhe dizem que ela deve viver primeiro, o Diabo a seduz para as coisas mundanas.
Parte III: As Virtudes se revezam identificando e descrevendo a si mesmas, enquanto o Diabo ocasionalmente interrompe e expressa opiniões opostas e insultos. Esta é de longe a seção mais longa e, embora desprovida de drama ou enredo, os elementos musicais desta seção a destacam.
Parte IV: A Alma retorna, arrependida. Assim que as Virtudes a aceitam de volta, elas se voltam contra o Diabo, a quem amarram. Juntos eles vencem o Diabo e então Deus é louvado.
Parte V: Uma procissão de todos os personagens.

## Funções
A Alma (voz feminina). As Virtudes (cantadas por 17 vozes femininas solo): Humildade (Rainha das Virtudes), Esperança, Castidade, Inocência, Desprezo do Mundo, Amor Celestial, Disciplina? (o nome está riscado no manuscrito) Modéstia, Misericórdia, Vitória, Discrição, Paciência, Conhecimento de Deus, Caridade, Temor de Deus, Obediência e Fé. Essas Virtudes eram vistas como modelos para as mulheres da Abadia, que se alegravam em superar suas fraquezas e derrotar o Diabo em suas próprias vidas. Coro dos Profetas e Patriarcas (cantado por um coro masculino) Coro das Almas (cantado por um coro feminino) O Diabo (uma voz masculina --  o Diabo não canta, ele apenas grita ou grunhe: de acordo com Hildegarda, ele não pode produzir harmonia divina).

## Fundo
O significado e a ênfase do Ordo Virtutum na comunidade de Hildegarda de Bingen são afetados pelas atribuições de papéis entre as freiras. Foi sugerido que a alma representa Richardis von Stade, colega freira e amiga de Hildegard, que partiu para se tornar abadessa de outro convento. Hildegard ficou chateada com esta nomeação e tentou revogá-la, apelando até para o Papa Eugênio III. Hildegarda não teve sucesso e Richardis partiu, apenas para morrer pouco depois, em 29 de outubro de 1151. Outros estudiosos propõem uma alusão ao irmão de Hildegarda, Bruno. Antes de morrer, Richardis disse a seu irmão que queria voltar para Hildegarda, não muito diferente do retorno da alma arrependida de Ordo Virtutum.

## Composição
Hildegarda de Bingen não recebeu educação tradicional em composição, nem foi treinada para tocar instrumentos. Ela era "autodidata", embora não da maneira que muitas pessoas esperariam. Durante toda a sua vida, Hildegarda de Bingen afirmou ser clarividente e clariaudiente. A música chegava até ela em transe. Ela também tentou descrever o que estava passando em obras como Ordo Virtutum.

## A vida na abadia
A música fazia parte do cotidiano da abadia, já que as freiras entoavam salmos várias vezes ao dia durante a Liturgia das Horas. A execução de música não litúrgica era mais rara, tendo a ver com celebrações e momentos especiais da vida da comunidade.

## As propriedades de cura
Hildegarda de Bingen acreditava que a música tinha um efeito poderoso e até médico nas pessoas. A música era um tipo de meditação bíblica. A maneira como isso era praticado assemelha-se de alguma forma à forma como os budistas meditam e outras tradições religiosas usam a música. O neurologista Oliver Sacks pesquisou a crença de Hildegarda de que a música pode trazer uma conexão entre os dois hemisférios do cérebro humano, para curar e acalmar o corpo.

## Elementos musicais
O Ordo Virtutum é escrito em verso dramático e contém 82 melodias diferentes, que são definidas de forma mais silábica do que as canções litúrgicas de Hildegarda. Todas as partes são cantadas em cantochão, exceto a do Diabo. Há uma alternância entre partes de solo e coro, bem como linhas melismáticas versus linhas silábicas.
Os principais "atos" da peça são ambientados em torres alegóricas e as dimensões musicais são conduzidas pelo entendimento arquitetônico: por exemplo, o desenvolvimento de cantos processionais que ligam a ação de uma torre à da outra.
Os versos finais da peça passam para um modo místico e descrevem a crucificação de Cristo, pedindo ao público que dobre os joelhos para que Deus possa "estender a mão para você" ( genua vestra ad patrem vestrum flectite / ut vobis manum suam porrigat , pp. 36–37). A palavra final, porrigat ("esticar"), é definida como trinta e nove notas, é o melisma mais longo da peça. Destina-se a ilustrar a extensão de uma mão divina para a humanidade.

## Edições
- Pitra, Jean-Baptiste-François, ed. (1882). «Ordo Virtutum». Analecta Sanctæ Hildegardis, opera Spicilegio Solesmensi parata. Analecta sacra Spicilegio Solesmense (em latim). 8. Paris: A. Jouby & Roger. pp. 457–465. OCLC 633575447
- Dronke, Peter, ed. (1970). «Ordo Virtutum». Poetic Individuality in the Middle Ages: New Departures in Poetry 1000–1150 (em latim) 1st ed. Oxford Clarendon Press. OCLC 807267992 
  - Dronke, Peter, ed. (1986). «Ordo Virtutum». Poetic Individuality in the Middle Ages: New Departures in Poetry 1000–1150. Westfield publications in medieval studies (em latim). 1 2nd ed. Westfield College University of London Committee for Medieval Studies. pp. 180–192. ISBN 978-1-870059-00-8. OCLC 715235014
- Evans, ed. (2007). «Ordo Virtutum». Opera minora I. Corpus Christianorum Continuatio Mediaevalis (em latim). 226. Brepols. pp. 505–521. ISBN 978-2-503-05261-8. OCLC 237241526

### Traduções
- Dronke, Peter, ed. (março de 2008). «Ordo Virtutum» [The Play of the Virtues]. Nine Medieval Latin Plays. Cambridge Medieval Classics (em latim e inglês). 1. Cambridge University Press. pp. 147–184. ISBN 978-0-521-72765-5. OCLC 190967426
- «Ordo Virtutum (The Play about the Virtues)» (PDF). Boise State University, English department. 29 de maio de 2013. Consultado em 15 de janeiro de 2018

#### Edição performática
- Davidson, ed. (1985). Hildegard von Bingen: Ordo Virtutum (Musical score) (em latim e inglês). Kalamazoo: Western Michigan University, Medieval Institute Publications. ISBN 978-0-918720-62-7. OCLC 729364408

#### Edição musical
- Ricossa, ed. (2013). Hildegard von Bingen: Ordo Virtutum (Musical score in original notation) (em latim e francês) 1st ed. Geneva: Lulu. OCLC 985455640 (2nd, corrected ed.: 2014-09-04.)

## Gravações
- Sequentia. Hildegard von Bingen: Ordo virtutum. LP: Deutsche Harmonia Mundi 20.395/96; CD: CDS 7492498; MC: 77051-4-RG (1982). Includes translation by Peter Dronke.
- Vox Animae. Hildegard von Bingen: Ordo virtutum. CD: Etcetera Record Company BV KTC1203 (1995). Includes translation by Ansy Boothroyd and Michael Fields.
- Sequentia. Hildegard von Bingen: Ordo virtutum. CD: Deutsche Harmonia Mundi 05472 77394 2 (1997). Includes translation by Peter Dronke.
- Vox Animae. Hildegard von Bingen in Portrait. Double DVD: BBC / OpusArte OA 0874 D (2003). Includes Hildegard, dramatised BBC documentary starring Patricia Routledge; A Real Mystic, interview and lecture with Professor Michael Fox; A Source of Inspiration, Washington National Cathedral documentary on her life and times; Illuminations, art gallery  of her mystic visions with comments by Professor Michael Fox. Translation of Ordo Virtutum by Ansy Boothroyd and Michael Fields.